# Halichoanolaimus quattuordecimpapillatus
Halichoanolaimus quattuordecimpapillatus är en rundmaskart som beskrevs av Benjamin G. Chitwood 1951. Halichoanolaimus quattuordecimpapillatus ingår i släktet Halichoanolaimus och familjen Choniolaimidae. Inga underarter finns listade i Catalogue of Life.